# Velleia connata
Velleia connata är en tvåhjärtbladig växtart som beskrevs av Ferdinand von Mueller. Velleia connata ingår i släktet Velleia och familjen Goodeniaceae. Inga underarter finns listade i Catalogue of Life.